# Guillermo Lamormaini

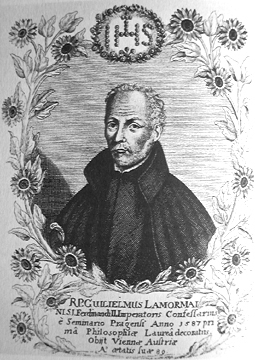
Grabado del autor.

Guillermo Lamormaini (Dochamps, 29 de diciembre de 1570-Viena, 22 de febrero de 1648) fue un teólogo jesuita y figura clave en la corte del emperador Fernando II de Habsburgo, del que fue su confesor.

## Biografía
Lamormaini nació en Dochamps, en el Ducado de Luxemburgo. Su padre, Everard Germain, era un granjero nativo de 'Lamorménil' (de donde deriva el apellido La-mor-maini). Lamormaini estudió en primer lugar en el gymnasium de Tréveris, para después partir a Praga donde se doctoró. En 1590 entró en la Compañía de Jesús. Fue ordenado sacerdote en 1596, siendo llamado a la Universidad de Graz como profesor de filosofía en 1600, nombrado profesor de teología en 1606, y finalmente en 1614 rector del Colegio de los Jesuitas de esa misma ciudad.
Entre los años 1621 y 1623 estuvo en Roma, para después pasar a ser rector del Colegio de los Jesuitas de Viena, y en 1637 rector del colegio académico de esa misma ciudad (la actual universidad). De 1643 a 1645 fue provincial de su orden en Austria, cargo que se vio obligado a abandonar a causa de la gota. Durante suss últimos años de vida estableció un seminario para estudiantes pobres en Viena, el "Ignatius- und Franciskus-Seminarium für Stipendisten".
Después de la muerte de su compañero jesuita Martin Becanus en 1624, se convirtió en el nuevo confesor del emperador Fernando II, además de en su consejero, lo que hizo que sus enemigos afirmaran que era él, y no el emperador, el que dirigía los destinos del Imperio. Cuando los protestantes fueron obligados a devolver las propiedades eclesiásticas arrebatadas a los católicos (Edicto de Restitución de 1629), Lamormaini tuvo una influencia clave para utilizar este hecho para propagar la fe católica. Lamormaini también tomo parte en el proceso contra Wallenstein (enero de 1634). Tuvo que soportar una situación incómoda cuando los monárquicos españoles le acusaron de apoyar la causa del enemigo francés, hecho por el que trataron de desterrarle de la corte. A pesar de todo Lamormaini fue capaz de justificarse así mismo.
Le fue ofrecida una gran suma por el Senado de Hamburgo en reconocimiento por sus servicios para la elección del archiduque Fernando como rey de romanos. La ciudad de Augsburgo, también en reconocimiento a sus servicios, hizo erigir un costoso altar en la Iglesia Noviciada de Viena. Murió en Viena.
Gracias a su consejo, muchas instituciones jesuitas fueron establecidas a lo largo del Imperio. Fue el líder de la Contrarreforma en Austria, Estiria, Bohemia y Moravia.

## Obra
- (Biografía del emperador Fernando II) "Ferdinand II, Romanorum Imperatoris, Virtutes" Viena, 1638